# Colias nastes
Colias nastes é uma borboleta da família Pieridae. Na Europa, é encontrada no norte da Noruega e Suécia e, em raras ocasiões, no norte da Finlândia. Também é encontrada na América do Norte, especificamente no Alasca, Canadá, e nas Montanhas Rochosas, Washington, Montana e na Gronelândia. Na Ásia, ela é encontrada nas Montanhas Altai, nas regiões de fronteira da Rússia, China, Mongólia, Cazaquistão, nas montanhas Sayan, ao norte da Sibéria, e em Chukotka.

## Subespécies
- C. n. nastes
- C. n. aliaska O. Bang-Haas, De 1927
- C. n. dezhnevi Korshunov, 1996
- C. n. dioni Verhulst, 1999
- C. n. jakutica Kurentzov, 1970
- C. n. moina Strecker, 1880
- C. n. streckeri Grum-Grshimailo, 1895
- C. n. zemblica Verity, 1911
- C. n. cocandicides Verity, 1911
- C. n. ferrisi Verhulst, 2004
- C. n. mongola Alpheraky, 1897